# Open d'Israël
L’Open d'Israël est une compétition de taekwondo organisée annuellement par la Fédération israélienne de Taekwondo.
Ce tournoi est un événement majeur dans le calendrier mondial du fait de son label « WTF-G1 ».

## Lieu des éditions
| Lieu          | Année | Année | Année | Année | Année | Année | Année | Année | Année | Année | Année |
| Lieu          | 10    | 11    | 12    | 13    | 14    | 15    | 16    | 17    | 18    | 19    |       |
| ------------- | ----- | ----- | ----- | ----- | ----- | ----- | ----- | ----- | ----- | ----- | ----- |
| Ashdod        |       |       |       |       |       |       |       |       |       |       |       |
| Ramla         |       |       |       |       |       |       |       |       |       |       |       |
| Jérusalem     |       |       |       |       |       |       |       |       |       |       |       |
| Rishon LeZion |       |       |       |       |       |       |       |       |       |       |       |

## Palmarès hommes
| WTF-G1 | WTF-G1            | WTF-G1                | WTF-G1           | WTF-G1                  | WTF-G1             | WTF-G1                | WTF-G1             | WTF-G1            |
| Année  | -54 kg            | -58 kg                | -63 kg           | -68 kg                  | -74 kg             | -80 kg                | -87 kg             | +87 kg            |
| ------ | ----------------- | --------------------- | ---------------- | ----------------------- | ------------------ | --------------------- | ------------------ | ----------------- |
| 2019   | Ori Patishi       | Daniel Goichman       | Leon Glasnović   | Nimrod Krivishkiy       | Timur Gatiyatullin | Toni Kanaet           | Alexander Bachmann | Alberto Celestrin |
| 2018   | Gorkem Polat      | Gulzhigit Kochkorbaev | Nuno Costa       | Nimrod Krivishkiy       | Mikhail Shestakov  | Ismael Bouzid         | Gleb Zaharov       | Yoann Miangue     |
| 2017   | Vadim Dimitrov    | Serghei Uscov         | Marcos Caballero | Konstantinos Chamalidis | Daniel Quesada     | Julio Ferreira        | Non disputé        | Alberto Celestrin |
| 2016   | Sotiris Boutios   | Gili Haimovitz        | Marcos Caballero | Javier Pérez            | Daniel Quesada     | Arutiun Meliksetiantc | Gleb Babaevskiy    | Non disputé       |
| 2015   | Gadi Haimovitz    | Mourad Laachraoui     | Joel González    | Vyacheslav Minin        | Raúl Martínez      | Aaron Cook            | Non disputé        | Roman Kuznetsov   |
| 2014   | Jesús Tortosa     | Rui Bragança          | Gili Haimovitz   | Konstantin Minin        | Jaysen Ishida      | Jean michel Fernandes | Gleb Babaevskiy    | Omar El Yazidi    |
| 2013   | Georgios Simitsis | Levent Tuncat         | Rui Bragança     | Filip Grgic             | Damir Fejzić       | Torann Maizeroi       | Alexander Bachmann | Stephen Lambdin   |
| ETU-A  |                   |                       |                  |                         |                    |                       |                    |                   |
| 2012   | Guy Shimon        | Dylan Chellamootoo    | Ilya Batrakov    | Ilan Braginski          | Yonathan Edelstein | Ivan Plotnikov        | Non disputé        | Mahama Cho        |
| WTF-G1 |                   |                       |                  |                         |                    |                       |                    |                   |
| 2011   | Alexey Lukyanov   | Alan Nogaev           | Vyacheslav Minin | Vasiliy Nikitin         | Torann Maizeroi    | Aaron Cook            | Maxim Kozin        | Ulvi Kaya         |
| 2010   | Ilya Batrakov     | Rui Bragança          | Frank Dmitry     | Jean-François Sarr      | Mickael Munier     | Sergey Dozorrtsev     | Ivan Bukhonov      | Non disputé       |

## Palmarès femmes
| WTF-G1 | WTF-G1            | WTF-G1              | WTF-G1                | WTF-G1                  | WTF-G1             | WTF-G1                   | WTF-G1              | WTF-G1              |
| Année  | -46 kg            | -49 kg              | -53 kg                | -57 kg                  | -62 kg             | -67 kg                   | -73 kg              | +73 kg              |
| ------ | ----------------- | ------------------- | --------------------- | ----------------------- | ------------------ | ------------------------ | ------------------- | ------------------- |
| 2019   | Rivka Bayech      | Avishag Semberg     | Despina Pilavaki      | Faidra Kalteki          | Polina Arzhevitina | Victoria Heredia         | Vanessa Körndl      | Marina Stremel      |
| 2018   | Hajer Mustapha    | Natalia Antipenko   | Christianna Tyrologou | Klaudija Tvaronaviciute | Célin Laurygan     | Tetiana Tetereviatnykova | Marie-Paule Blé     | Alina Khusnutdinova |
| 2017   | Avishag Semberg   | Non disputé         | Dominika Hronová      | Joana Cunha             | Anna-Lena Frömming | Ana Ciuchitu             | Dana Azran          | Non disputé         |
| 2016   | Non disputé       | Anastasiia Anokhina | Thea Kling            | Hatice Kübra İlgün      | Ioanna Desylla     | Elin Johansson           | Casandra Ikonen     | Rosana Simón        |
| 2015   | Iryna Romoldanova | Iris Silva          | Charlie Maddock       | Anna-Lena Frömming      | Rabia Gülec        | Lua Piñeiro              | Casandra Ikonen     | Olga Ivanova        |
| 2014   | Kyriaki Kouttouki | Iryna Romoldanova   | Despina Pilavaki      | Nikita Glasnovic        | Marina Sumić       | Rabia Gülec              | Non disputé         | Iva Rados           |
| 2013   | Viktoria Khan     | Ganna Soroka        | Ekaterina Kim         | Bat-El Gatterer         | Marina Sumić       | Elin Johansson           | Jacqueline Galloway | Gwladys Épangue     |
| ETU-A  |                   |                     |                       |                         |                    |                          |                     |                     |
| 2012   | Yasmin Wall       | Non disputé         | Non disputé           | Bat-El Gatterer         | Non disputé        | Non disputé              | Maéva Mellier       | Non disputé         |
| WTF-G1 |                   |                     |                       |                         |                    |                          |                     |                     |
| 2011   | Tatiana Savelyeva | Svetlana Igumenova  | Yuval Lustiger        | Marlène Harnois         | Kristina Khafizova | Non disputé              | Aline Dossou Gbete  | Maéva Mellier       |
| 2010   | Non disputé       | Svetlana Igumenova  | Alexandra Lychagina   | Anastasia Gurskaya      | Non disputé        | Olga Cherkun             | Olga Ivanova        | Non disputé         |